# Chimoré
Chimoré – miasto w Boliwii, w departamencie Cochabamba, w prowincji Carrasco.